# Octacílio Pinheiro Guerra
Octacílio Pinheiro Guerra (Porto Alegre, 1909. november 21. – Porto Alegre, 1967. február 26.) brazil labdarúgóhátvéd.

## Pályafutása
1920 és 1924 között a Rio Grande, 1925 és 1937 között a Botafogo, 1939 és 1941 között a Madureira labdarúgója volt. A Botafogo csapatával öt bajnoki címet nyert.
A brazil válogatott tagjaként részt vett az 1934-es olaszországi világbajnokságon, de mérkőzésen nem szerepelt.

## Sikerei, díjai
Botafogo
- Carioca bajnokság
  - bajnok (5): 1930, 1932, 1933, 1934, 1935